# Kashk
El kashk, kishk (en árabe كشك), keş (en turco), es un tipo de yogur agrio utilizado en la comida persa y turca. Se utiliza, por ejemplo, en la elaboración del "kashk-o bademjan", cuyos ingredientes son: berenjena, cebolla, ajo, pasta de tomate sofrito en aceite de oliva, sal, pimienta blanca, menta seca y kashk. Se sirve caliente.
El kishk elaborado en el Líbano, el cual incluye burgul (granos de trigo partidos y sancochados), fue incluido en el Arca del Gusto.

## Galería

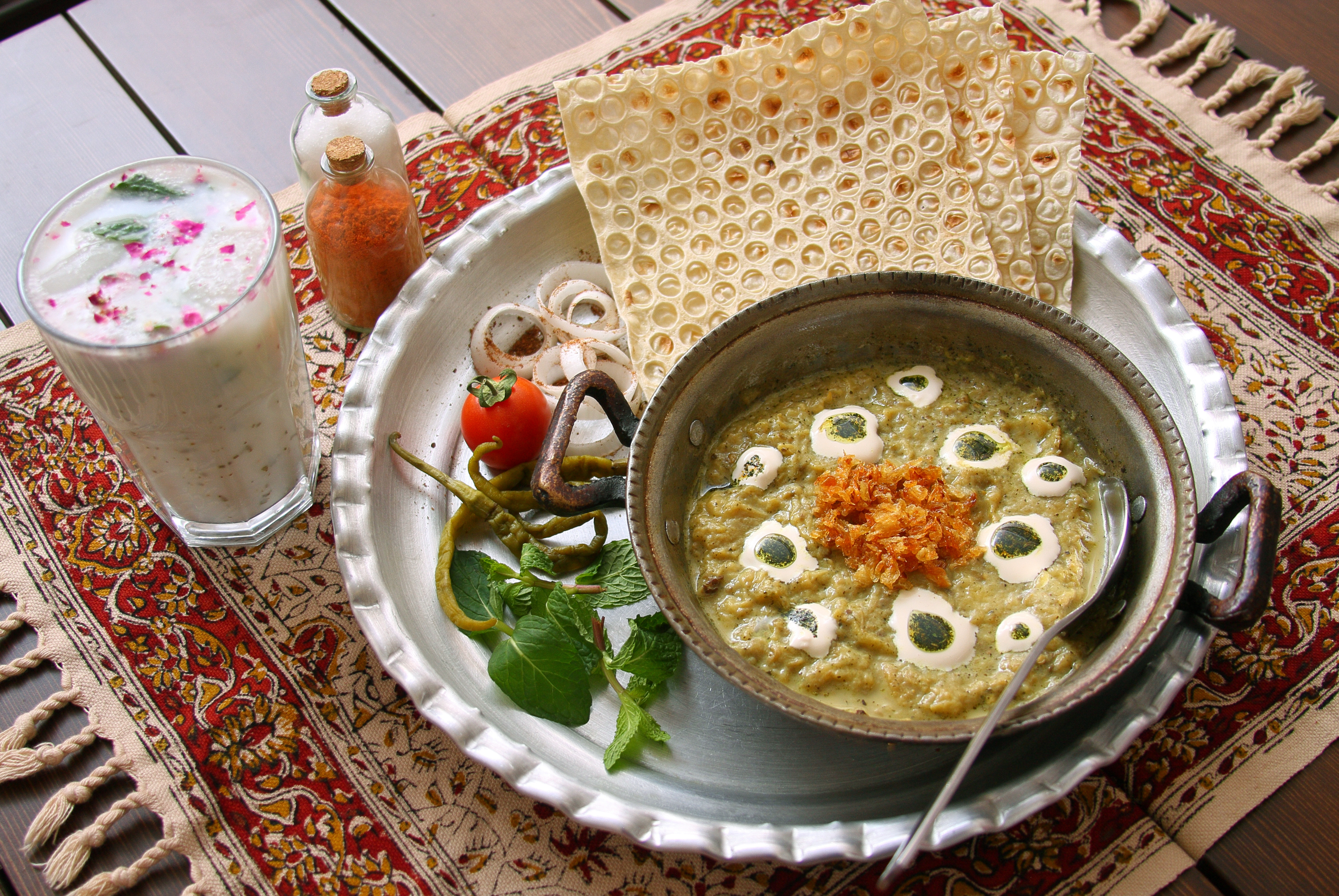
Kashk e Baademjaan
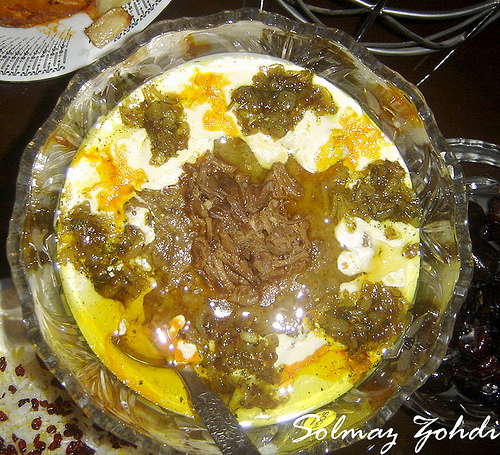
Kashk-o bademjan